# Léogâne
Léogâne (em crioulo, Leyogàn ), é uma comuna do Haiti, situada no departamento do Oeste e no arrondissement de Léogâne. De acordo com o censo de 2003, sua população total é de 200 000 habitantes.